# Peter Selzer
Peter Selzer (Torgau, República Democrática Alemana, 25 de junio de 1946) fue un atleta alemán especializado en la prueba de 50 km marcha, en la que consiguió ser medallista de bronce europeo en 1974.

## Carrera deportiva
En el Campeonato Europeo de Atletismo de 1974 ganó la medalla de bronce en los 50 km marcha, recorriéndolos en un tiempo de 4:04:28 segundos, llegando a meta tras su compatriota el también alemán Christoph Höhne (oro con 3:59:06 segundos que fue récord de los campeonatos) y el soviético Otto Barch (plata).